# Francisco Arjona Reyes
Francisco Arjona Reyes, conocido como Currito (Madrid, 20 de agosto de 1845 - Sevilla, 16 de marzo de 1907) fue un torero español, hijo del también torero Francisco Arjona Herrera, Cúchares, a veces llamado Guillén, por ser el segundo apellido de su abuelo.

## Biografía
Comenzó su carrera de matador de toros en 1863 como banderillero y el 12 de junio de 1864 toreó por primera vez una novillada en Sevilla. Currito fue en sus comienzos buen banderillero y excelente peón de lidia; mostró siempre inteligencia y no pocos conocimientos en el arte de torear, y su trabajo fue acogido con aceptación en todas las plazas de la península y en particular en la de Madrid. 
El 19 de mayo de 1867 tomó, de manos de su padre, la alternativa en Madrid en una corrida que se lidiaron toros de la marquesa de Ontiveros. 
Toreó por última vez en la ciudad de Madrid el 24 de abril de 1892, alternado con Rafael Molina Sánchez Lagartijo.
La última corrida toreada por "Currito" fue en la Plaza de Toros de Huelva el 10 de septiembre de 1893, lidiándose reses de Anastasio Martín,en unión de Miguel Báez "Litri", entonces novillero.  Se retiró en 1894, tras el fallecimiento de Espartero.